# 韋能能源
韋能能源（英語：Vena Energy）是以新加坡為總部的電力投資開發公司，2018年起為全球基礎建設合夥公司的旗下事業。其主要營運項目為在亞洲各地投資太陽能、風力發電和儲能系統等新能源項目，是亞太地區最大的民營再生能源開發商。截至2022年，韋能能源在亞太和印度地區，營運中和開發中的電廠總裝置容量超過35GW。
韋能能源是台灣主要的民營再生能源開發公司之一，目前在台灣已有七個運轉中的太陽能光電場，其旗下的雲林新興發電廠是目前台灣裝置容量最大的太陽能案場。

## 簡介
韋能能源的前身是新加坡艾貴基金（Equis Fund Group）的再生能源開發部門——艾貴能源（Equis Energy）。艾貴基金是由幾位曾任麥格理集團和亞洲開發銀行的高級管理人員成立的私募基礎建設基金，其集團的能源部門在2013年起就開始對泰國、日本、印度、菲律賓等地進行再生能源事業的投資。2018年1月，全球基礎建設合夥公司為首的集團以37億美元的價格收購艾貴能源，並改名為「韋能能源」（Vena Energy）。在本次收購案中，參與投資的公司還包括中投公司和加拿大的公部門退休基金。

### 在台業務
艾貴能源自2015年開始發展在台灣的業務，2016年曾與彰化縣政府簽訂150億元的投資備忘錄，預計在彰化縣投資裝置容量共250MW的綠電機組，但最終規劃只在芳苑設置8.2MW的光電場。2017年，艾貴能源以雲林口湖和嘉義義竹的太陽光電開發案為首發，正式開啟台灣的業務，東石和布袋的案場也隨即啟用。其中，位於義竹的案場即為艾貴義竹發電廠，是台灣首個利用廢棄鹽灘地架設太陽光電裝置的項目，於2019年啟用時為全台灣最大的民營太陽能發電案場。
2018年，隨著新加坡母公司被收購，艾貴在台灣也改以「韋能能源」做為集團名稱。2020年，韋能能源旗下的碩力光能與經濟部工業局承租雲林離島工業區新興區土地建設太陽能發電廠。該土地自2000年代初經填海開發後，即閒置10餘年未被利用，碩力光能則利用其中226公頃土地，建設總裝置容量規模達272MW的太陽能光電機組，成為台灣裝置容量最大的單一太陽能案場。2022年，韋能能源宣佈將投入彰化及苗栗外海的離岸風電區塊開發競標，截至該年年底，韋能能源在台灣總共有七座商轉中及即將商轉的太陽能光電場，總裝置容量逾400MW。
韋能能源在台灣的多個計畫都曾受過當地居民及環保人士的抗爭。2017年時，艾貴風能壹公司曾規劃於新北三芝外海設置離岸風電機組，遭到當地居民及漁民連署抗議，最後經環評小組建議不應開發而計畫告吹。其在台灣的首個大型案場——艾貴義竹發電廠，也在建設後被環保人士質疑破環鳥類棲地，韋能能源則與高雄鳥會合作成立生態教育館追蹤其對野鳥棲息地的影響。此外，韋能能源旗下盛力能源在台東知本開發光電案所遭遇的抗爭事件則最為知名，此案牽涉到《原住民族基本法》中的原住民傳統領域土地——（知本濕地）。盛力能源本得到台東縣政府的BOT，欲在該地建置約202MW的光電機組，然而當地卡大地布部落（Katratripulr）拉罕認為此案程序上有重大瑕疵，導致「諮商同意」的投票結果不能反應族人的意見，憤而代表族人提起訴訟，經臺北高等行政法院判決，經濟部能源局核發給盛力能源的電業籌設許可需被撤銷。台東縣政府也因訴訟影響，於2021年終止與盛力能源的合作契約。

## 再生能源項目
台灣
依啟用年份排序，括號內英文為專案名稱
- 台灣速力口湖發電廠（Davis 第一機組、Coltrane 第二、三機組）[註 7]
- 台灣速力貳東石/布袋發電廠（Brubeck）
- 艾貴義竹發電廠（Mingus）
- 速力綠能芳苑發電廠（Hancock）
- 艾貴綠能田寮發電廠（Cole）
- 雲林新興發電廠（E2）
- 偉娜、韋龍離岸風場（Wei-Na、Wei-Long，即將投入競標）
- 偉娜、韋龍離岸風場（Wei-Na、Wei-Long，即將投入競標）

## 外部連結
- 官方网站（英文）
- 韋能能源在台灣的業務網站